# 意大利青年刀斧手

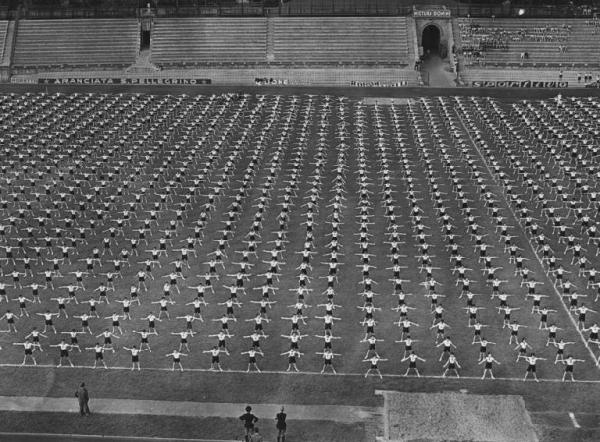
1930年代意大利青年刀斧手在米兰的体操表演

意大利青年刀斧手（義大利語：Gioventù Italiana del Littorio，缩写：GIL）是意大利国家法西斯党的青年组织，成立于1937年。该组织合并了先前的国家巴利拉组织。该组织的目的是统一意大利国内青年的思想，避免天主教会对青年的影响。

## 组织结构
该组织按年龄下分几个组织：
- 男性组织：
  - 狼之子（義大利語：Figlio della lupa）：6-8岁
  - 巴利拉（Balilla）：9-10岁
  - 巴利拉火枪手（Balilla Moschettieri）：11-13岁
  - 前卫军（義大利語：Avanguardista）：14-18岁

- 女性组织：
  - 狼之子（義大利語：Figlio della lupa）：6-8岁
  - 小意大利人（義大利語：Piccola italiana）：9-13岁
  - 青年意大利人（Giovani Italiane）：14-18岁